# Comté de Davison
Pour les articles homonymes, voir Davison.
Le comté de Davison est un comté situé dans l'État du Dakota du Sud, aux États-Unis. En 2010, sa population est de 19 504 habitants. Son siège est Mitchell.

## Histoire
Créé en 1873, le comté doit son nom à Henry C. Davison, marchand et homme politique local.

## Villes du comté
- Cities :
  - Mitchell
  - Mount Vernon

- Town :
  - Ethan

- Census-designated place :
  - Loomis

## Démographie
Selon l'American Community Survey, en 2010, 97,47 % de la population âgée de plus de 5 ans déclare parler l'anglais à la maison, 1,14 % l'espagnol, 0,57 % l'allemand et 0,82 % une autre langue.
| 1880  | 1890  | 1900  | 1910   | 1920   | 1930   |
| ----- | ----- | ----- | ------ | ------ | ------ |
| 1 256 | 5 449 | 7 483 | 11 625 | 14 139 | 16 821 |

| 1940   | 1950   | 1960   | 1970   | 1980   | 1990   |
| ------ | ------ | ------ | ------ | ------ | ------ |
| 15 336 | 16 522 | 16 681 | 17 319 | 17 820 | 17 503 |

| 2000   | 2010   | - | - | - | - |
| ------ | ------ | - | - | - | - |
| 18 741 | 19 504 | - | - | - | - |